# Concordia Novi ac Veteris Testamenti
La Concordia Novi ac Veteris Testamenti (Concordia del nuovo e del vecchio testamento) è un trattato teologico-filosofico composto da Gioacchino da Fiore tra il 1183 e il 1196. È la prima opera della “trilogia della Trinità” (della quale fanno parte l’Expositio in Apocalypsim e il Psalterium decem chordarum) ed è dedicata alla persona del padre.

## Contenuti
L’opera è suddivisa in cinque libri. I primi quattro costituiscono una vera e propria illustrazione della teoria esegetica gioachimita, il quinto funge da ampio commentario dell’Antico Testamento.

### Libro I
Vengono esposti i giudizi che Dio espresse nel corso del vecchio testamento e i sette conflitti che videro protagonisti i figli d’Israele.

### Libro II
Sono esposti i principali passi di concordia tra il vecchio e il Nuovo Testamento, ognuno dei quali si presenta in raggruppamenti di dieci generazioni.

### Libro III
Sono esposte le diverse qualità di festività (sabbatorum)

### Libro IV
Viene esposta la teoria della perfezione della concordia (plenitudo concordiae) nel corso delle generazioni dei due testamenti.

### Libro V
Nel libro Gioacchino traspone l’esegesi biblica alla generalis historia del racconto biblico, nel quale secondo l’abate vi sono anticipati gli avvenimenti che avverranno nel corso dei giorni finali della creazione.